# Nesticus tennesseensis
Nesticus tennesseensis är en spindelart som först beskrevs av Alexander Petrunkevitch 1925.  Nesticus tennesseensis ingår i släktet Nesticus och familjen grottspindlar. Inga underarter finns listade i Catalogue of Life.